# رومن آچیل
رومن آچیل (انگلیسی: Romain Achilli؛ زادهٔ ۱۵ فوریهٔ ۱۹۹۳) بازیکن فوتبال اهل فرانسه است.
از باشگاه‌هایی که در آن بازی کرده‌است می‌توان به باشگاه فوتبال باستیا اشاره کرد.